# Furness Railway
A Furness Railway foi uma empresa ferroviária que operava na área de Furness, condado de Lancashire, no Noroeste da Inglaterra.
A companhia foi criada em 23 de maio de 1844, quando a lei da Furness Railway foi aprovada pelo Parlamento. A linha, tal como inicialmente previsto, foi destinada principalmente para o tráfego de minerais (ardósia e minério de ferro), e se estendeu desde Kirkby-in-Furness à Dalton-in-Furness, sendo mais tarde prolongada à Rampside. Uma linha mais tarde foi construída partindo de Dalton até Barrow. Essa parte foi inaugurada no dia 11 de agosto de 1846. O tráfego de passageiros iniciou em dezembro de 1846.